# Frank Stapleton
Pour les articles homonymes, voir Stapleton.
Francis Anthony « Frank » Stapleton, né le 10 juillet 1956 à Dublin est un footballeur professionnel irlandais devenu ensuite entraîneur. Il joue avant centre et passe la plus grande partie de sa carrière dans les clubs anglais d’Arsenal FC et de Manchester United. Il joue ensuite aux Pays-Bas, en Belgique et en France, à chaque fois pour de courte périodes avant de revenir finir sa carrière en Angleterre. Frank Stapleton est aussi un joueur de l’'équipe de la république d'Irlande de football. Il a accumulé entre 1976 et 1990 72 sélections et a marqué 20 buts qui ont fait de lui à l’époque le meilleur buteur de son équipe nationale. Une fois sa carrière de joueur terminée, Stapleton devient entraîneur dans le club anglais de Bradford City puis dans le club américain de New England Revolution.

## Sa carrière de joueur
Frank Stapleton est un avant centre rugueux, allant au contact et spécialement reconnu pour être une excellent joueur de tête. Il commence sa carrière au centre de formation du club londonien d’Arsenal Football Club qu’il rejoint en 1972 en tant qu'apprenti. Ironie du sort, il est refusé peu de temps auparavant par le même club, Manchester United qui le recrutera plusieurs années après. Il fait ses grands débuts en équipe première d’Arsenal en 1975 lors d’un match contre Stoke City. Il forme rapidement un duo d’attaquant très performant avec Malcolm Macdonald. À eux deux, ils marquent 46 buts lors de la saison 1976-1977. Stapleton est le meilleur buteur de son club pendant les trois saisons suivantes et aide ainsi son club à participer à trois finales de la Coupe d'Angleterre de football consécutives. Il marque d'ailleurs un but lors de la victoire contre Manchester United en 1979. Au total, sur les 300 matchs qu'il joue sous les couleurs rouges et blanches des Gunners, Stapleton marque 108 buts.
En 1981, Frank Stapleton est transféré à Manchester United Football Club pour la somme de £900 000. Il participe à la victoire des mancuniens dans les Coupe d'Angleterre de 1983 et 1985. Il quitte Manchester en 1987 après avoir joué 365 matchs et marqué 78 buts.
Frank Stapleton commence une longue période de mouvement, changeant régulièrement de clubs et jouant avec plus ou moins de réussite. Il part pour les Pays-Bas pour s’engager avec l’Ajax Amsterdam puis la Belgique où il joue dans le club bruxellois du RSC Anderlecht avant de revenir en Angleterre passer une saison à Derby County. Il repart ensuite vers la France pour s’engager avec Le Havre AC où il joue en deuxième division. Il rentre de nouveau en Angleterre pour jouer successivement pour Blackburn Rovers, Huddersfield Town, Bradford City et terminer sa carrière au Brighton and Hove Albion Football Club.

## Sa carrière internationale
Frank Stapleton est avec 71 sélections un des Irlandais les plus capés du football international. Il marque sous le maillot vert de l'Irlande 20 buts ce qui fait de lui, à l’époque de son activité, le meilleur buteur de sa sélection. Stapleton fait ses débuts en équipe nationale à l’âge de 20 ans en 1976. Il est sélectionné par Johnny Giles alors entraineur-joueur de la sélection nationale. Son premier match a lieu à Ankara contre l’équipe de Turquie. Il marque son premier but dès la troisième minute du match
Pendant sa carrière Stapleton a toujours milité pour qu’une clause soit insérée dans tous les contrats de footballeurs professionnels pour que le joueur soit systématiquement autorisé par son club de se rendre à un match de son équipe nationale.
Stapleton a été le capitaine de l’équipe nationale lors de la campagne de qualification pour la Coupe du monde 1986 et ce malgré une relation plutôt conflictuelle avec son sélectionneur Jack Charlton. Il continue ensuite à jouer et à marquer lors des matchs de qualification à l’Euro 1988. Il est le capitaine de l’équipe lors de la phase finale disputée en Allemagne. Il est de l’équipe qui réalise l’exploit de battre l’équipe d'Anglerre 1-0 au Neckarstadion de Stuttgart. Mais cette victoire ne suffit pas à qualifier son équipe pour les demi-finales

## Sa carrière d'entraîneur
La carrière d’entraîneur de Frank Stapleton n’est pas à la hauteur de celle de joueur. Après avoir été entraîneur joueur de Bradford City entre 1991 et 1994, Stapleton s’envole pour les États-Unis en 1996 pour devenir le manager des New England Revolution qui joue en Major League Soccer. Sa dernière expérience d’entraîneur a lieu à Bolton Wanderers où répondant à l’appel de Sam Allardyce il intervient pour conseiller les attaquants du club.
En septembre 2014, il devient sélectionneur adjoint de l'équipe de Jordanie aux côtés de Ray Wilkins

## Palmarès

### Club

#### Arsenal
- FA Cup
  - Vainqueur: 1979

#### Manchester United
- FA Cup
  - Vainqueur: 1983, 1985

- Charity Shield
  - Vainqueur: 1983

### Distinctions individuelles
Joueur de l'année d'Arsenal: 1977, 1980

## Sources
- (en) Stephen McGarrigle, The Complete who's who of Irish international football : 1945-1996, Edimbourg, Mainstream Publishing, octobre 1996, 237 p. (ISBN 1-85158-894-9), p. 176-177